# Smolyan
Pour la division administrative, voir Smolyan (oblast).

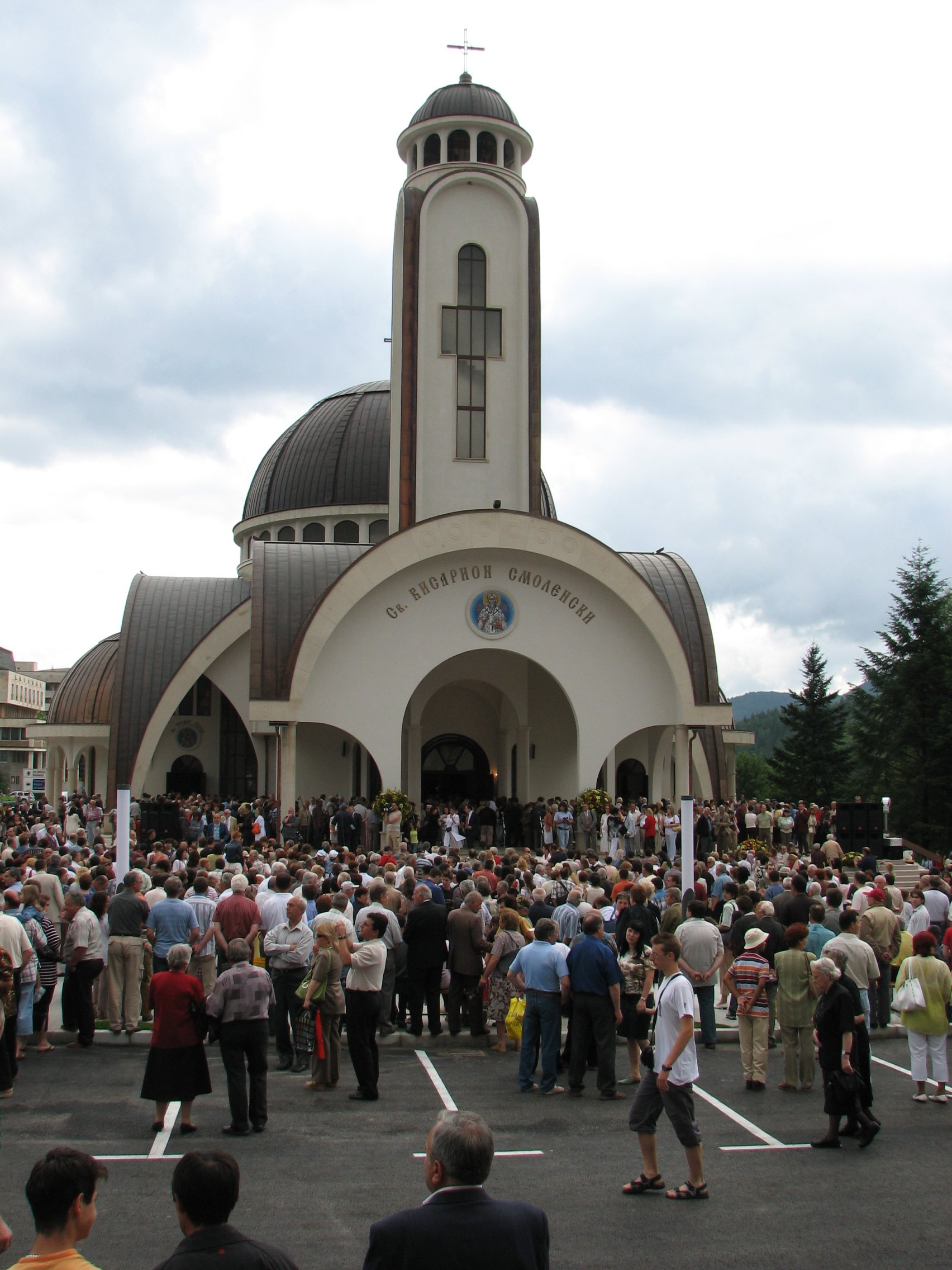
La cathédrale Saint-Bessarion

Smolyan (ˈsmɔljɐn, en bulgare : Смолян, translittération internationale Smoljan) est une ville au sud de la Bulgarie, centre administratif de l'oblast de Smoljan et de l'obština de Smoljan. Avec une altitude située entre 999 et 1 010 m, Smoljan est la ville la plus élevée de Bulgarie.
La ville est située dans la vallée des rivières Černa (noire) et Bjala (blanche) dans la partie centrale des Rhodopes au pied des stations de ski bulgares les plus fréquentées, Pamporovo et Čepelare.

## Histoire
Selon des fouilles archéologiques, Smoljan a été occupé par les Thraces depuis le IIe millénaire av. J.-C. Les Grecs l'appelaient Aetos, les premiers slaves Ezerovo et les Turcs Paşmaklı ou Ahiçelebi. La ville moderne reçut en 1960 son nom actuel en souvenir du peuple slave des Smolyans (en) qui s'y installa au VIIe siècle. Au Moyen Âge, la ville fit partie de l'Empire byzantin, puis des différents royaumes bulgares. Au XIVe siècle, elle fut dominée, comme toute la région des Rhodopes, par le comte bulgare Momčil, avant d'être incorporée à l'Empire ottoman, dont la domination dura cinq siècles.
La ville fut reprise aux Ottomans en 1912, au cours de la Première Guerre balkanique par des troupes bulgares du régiment Sredna Gora commandées par Vladimir Seraphimov.
En 1936, des fouilles archéologiques furent menées au-dessus de Smoljan, près des vestiges encore conservés de l'antique forteresse d'Aetos (« Aigle » en grec). Des remparts en pierre et en mortier furent mis au jour, d'une épaisseur d'environ deux mètres, ainsi que l'ancienne colonie slave de Mogila (Могила : « motte castrale »).
La ville moderne de Smoljan est issue de la fusion des villages d'Ustovo, Rajkovo et Ezerovo sur ordre du Parti communiste bulgare. Le village d'Ezerovo est situé au-dessus des lacs de Smoljan, Rajkovo est un centre d'artisanat, Ustovo un centre de commerce.

## Patrimoine culturel et historique
L'Observatoire national bulgare a été installé près de Smoljan, sur le mont Rošen. Il propose un planétarium au centre de la ville. Il existe dans la ville une salle de théâtre et un groupe de théâtre du nom de « Collectif théâtral international des Rhodopes ». Les principales curiosités touristiques de la ville et de ses environs sont :
- le musée historique depuis 1935 ;
- la grotte d'Uhlovica (пещера Ухловица ;
- les églises :
  - Sveti Georgi (Saint-Georges),
  - Sveta Bogorodica (Notre-Dame),
  - Sveti Teodor Stratilat (Saint-Théodore Stratilat),
  - Sveti Vissarion Smolenski (Saint-Bessarion de Smoljan, inaugurée en 2006, la deuxième église de Bulgarie par sa taille) ;
- des maisons de l'époque de la Renaissance bulgare ;
- la galerie d'art ;
- l'ancien siège du gouverneur ottoman : le konak d'Ali-Bey (Али-Бейският конак Ali Bejskijat Konak) ;
- la rue des marchands de cuivre (медникарската чаршия).

Une reconstruction du nouveau centre-ville a été réalisée en 1983.

## Obština de Smoljan
Smoljan est également le siège administratif de l'obština de Smoljan, qui constitue une subdivision de l'oblast de Smoljan. L'obština de Smoljan comprend, outre la ville, 79 villages.

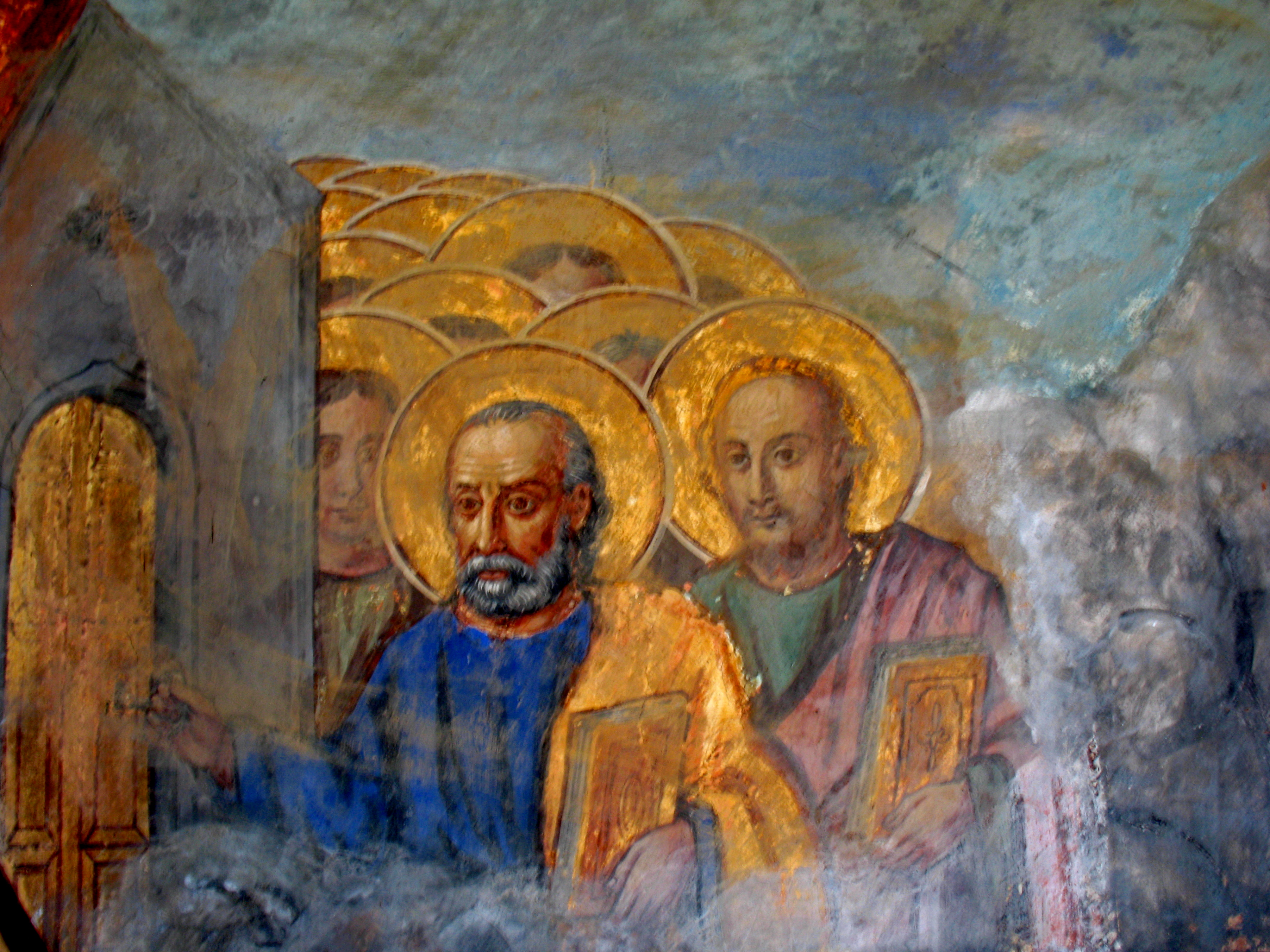
Fresques de l'église Sainte Nédélie dans le quartier de Rajkovo
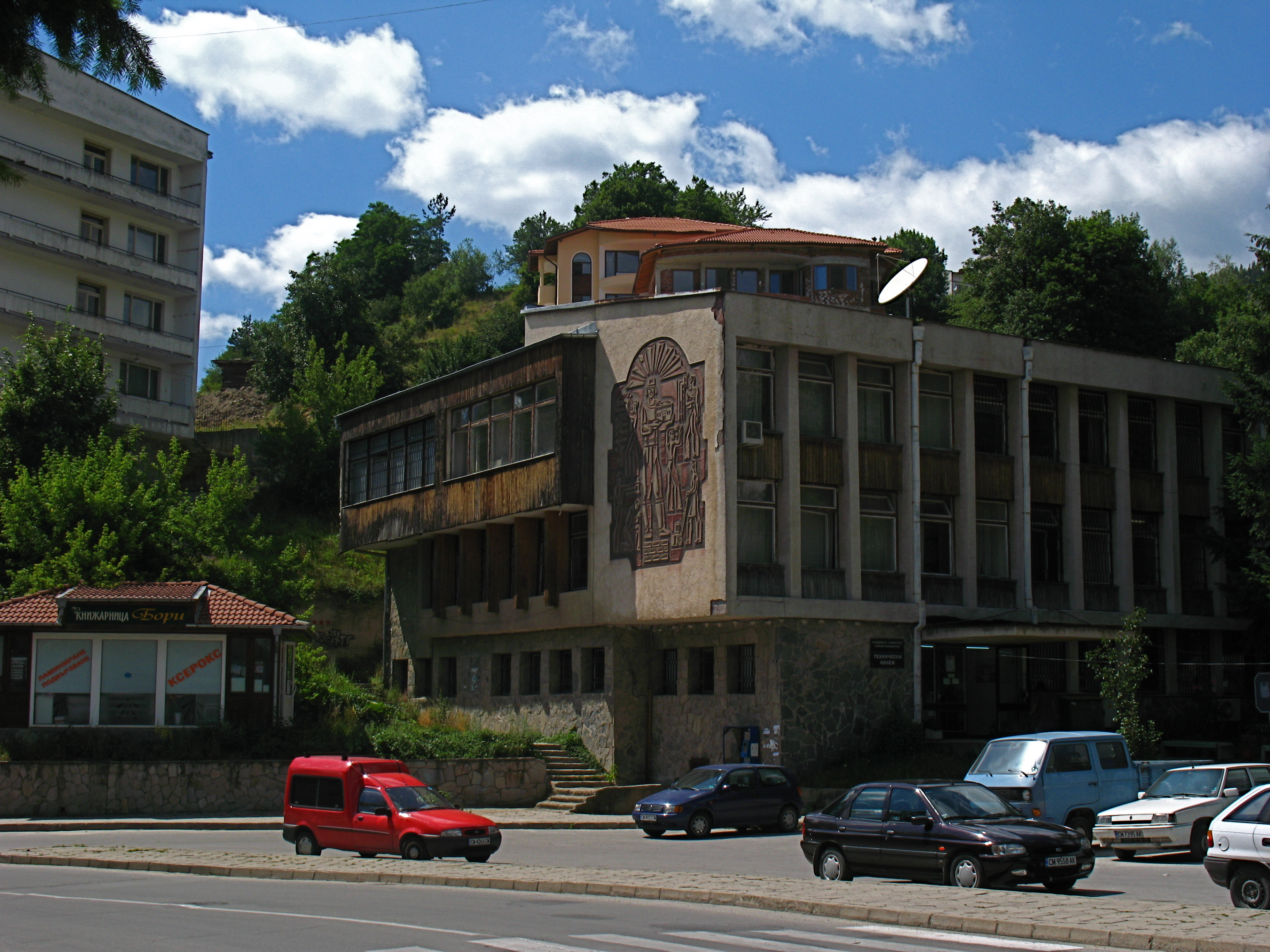
Collège technique de Smoljan
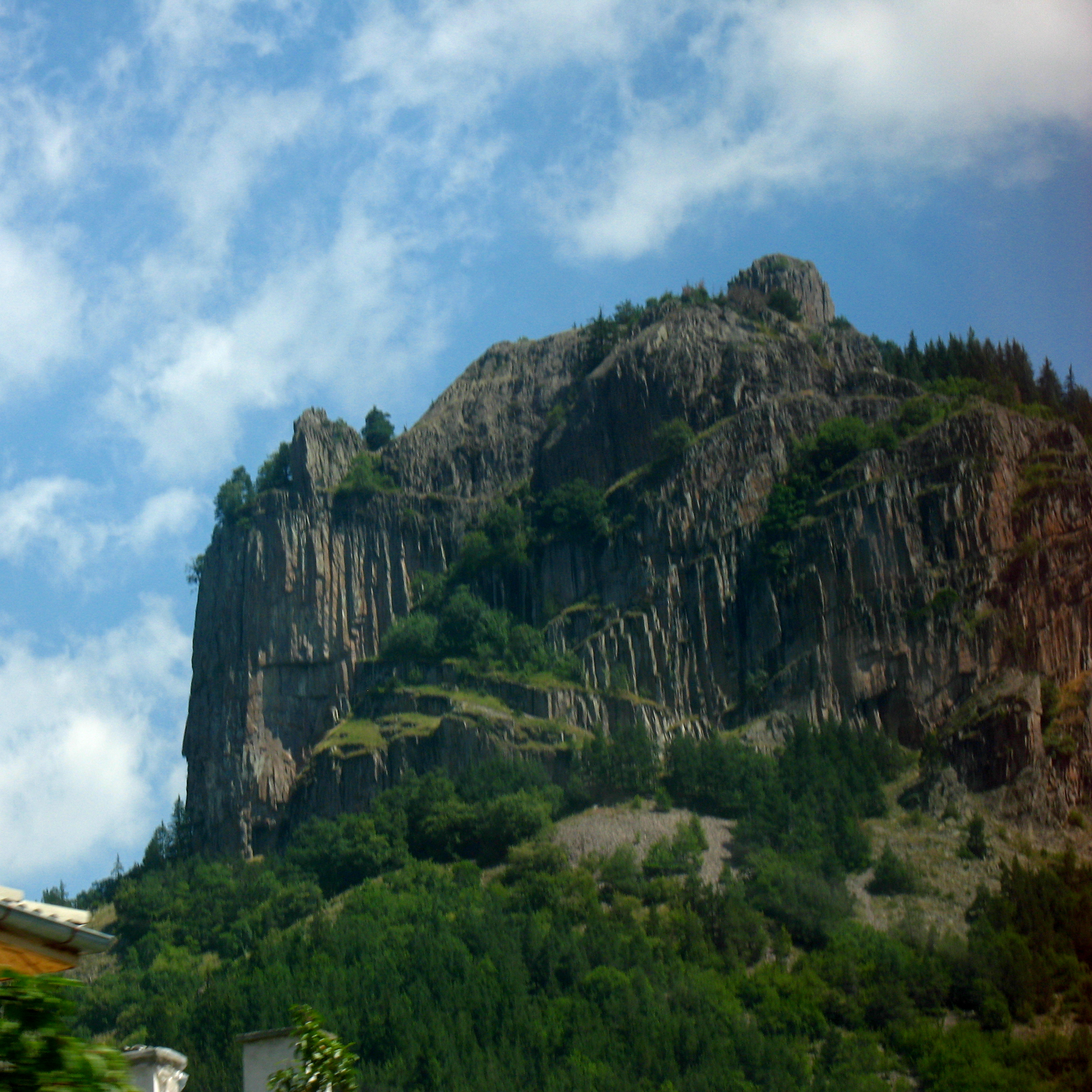
Rochers dits de « la mariée »
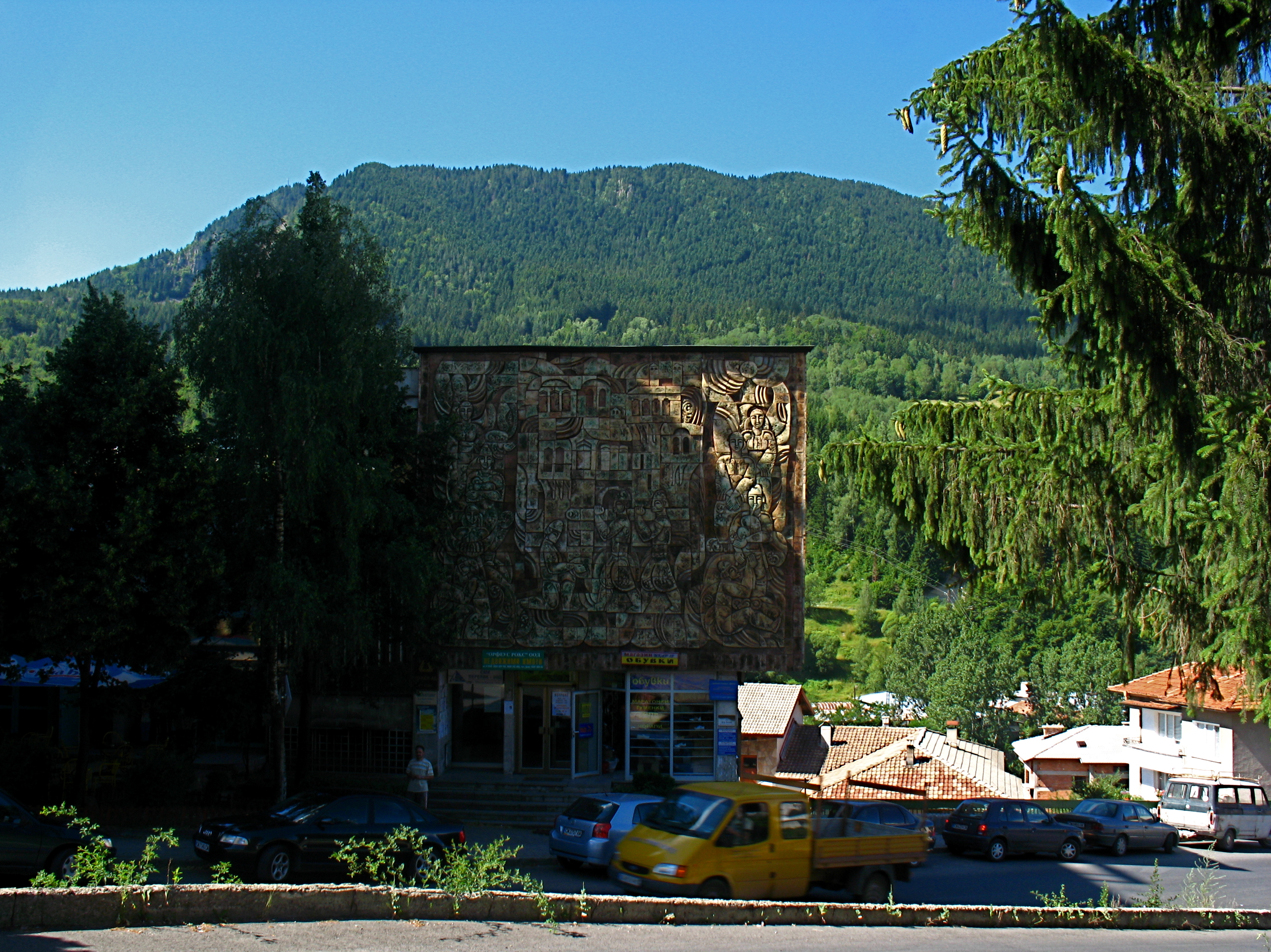
Fresque de la rue Minjorska
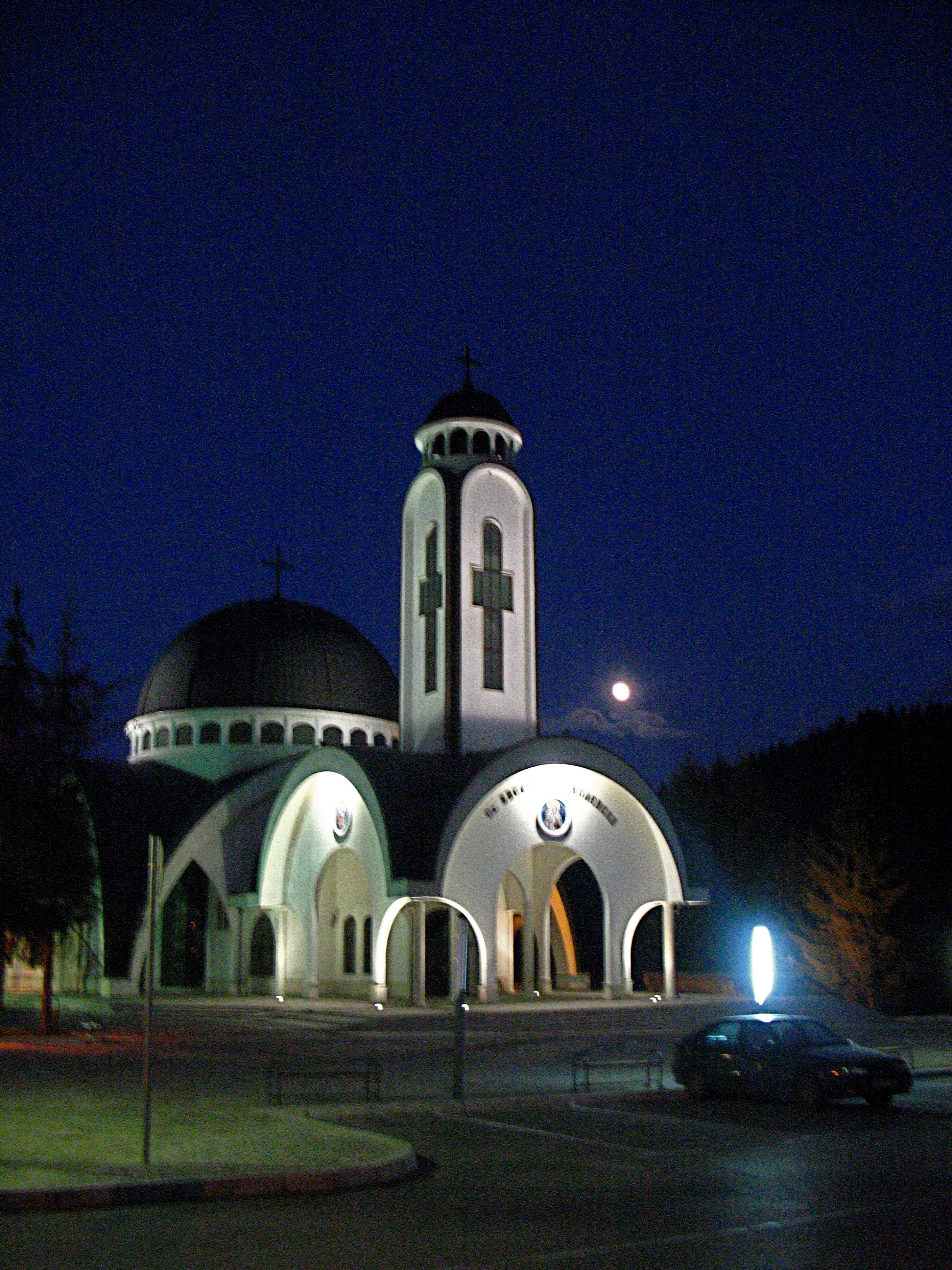
Cathédrale moderne Saint Bessarion
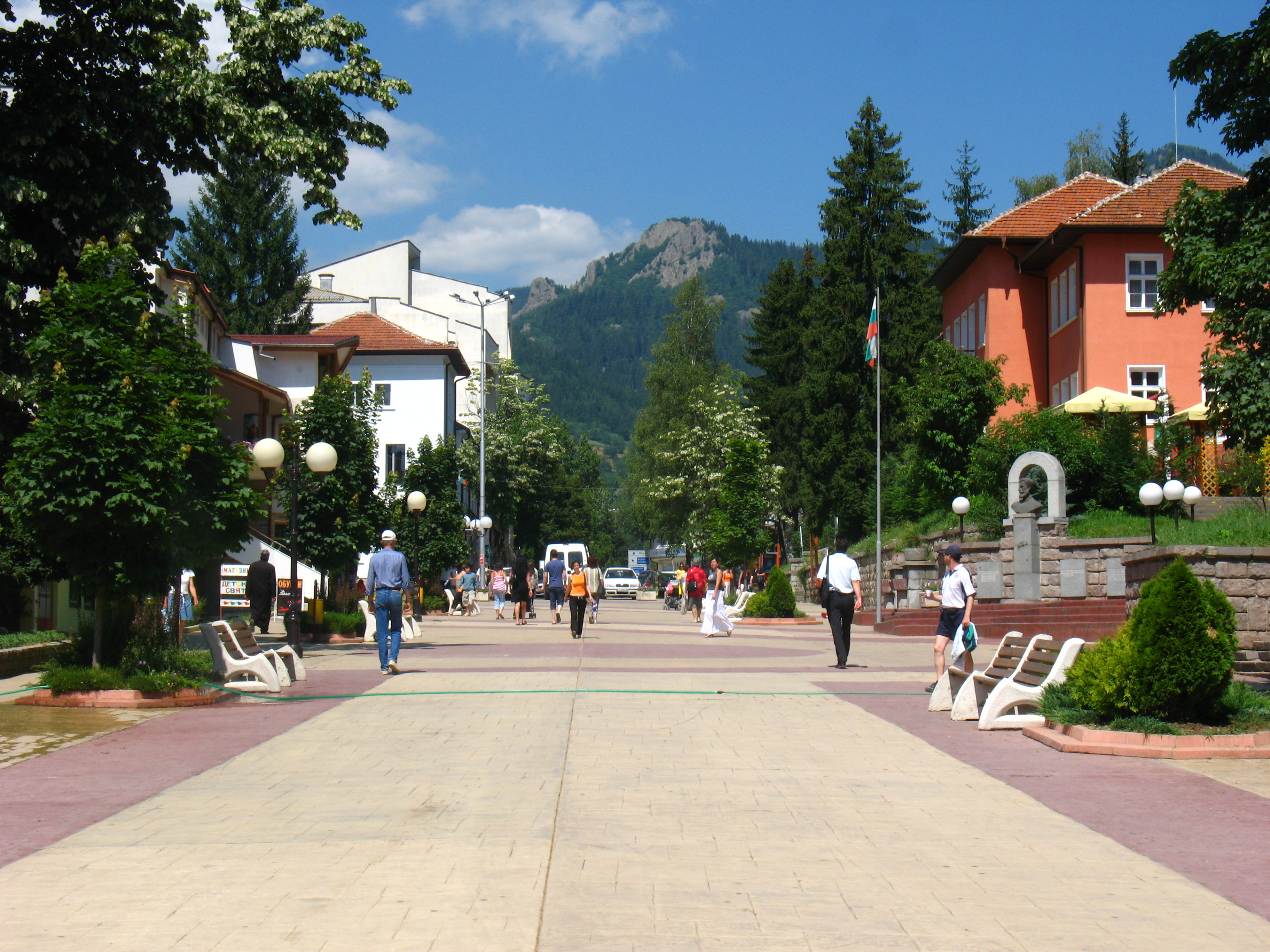
Place Svoboda (de la liberté) et boulevard Bălgarija
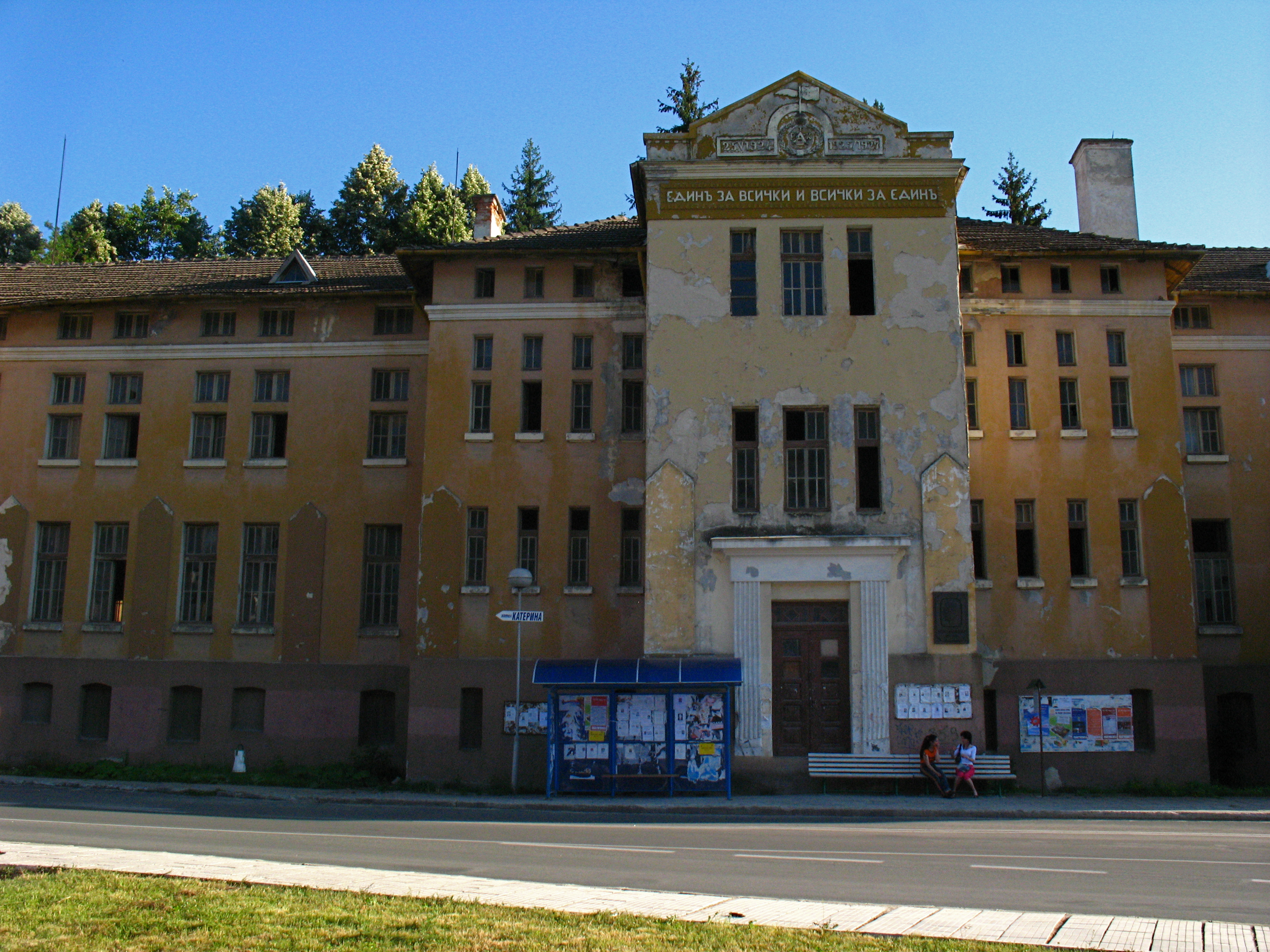
« Tous pour un et un pour tous » dans le quartier de Rajkovo
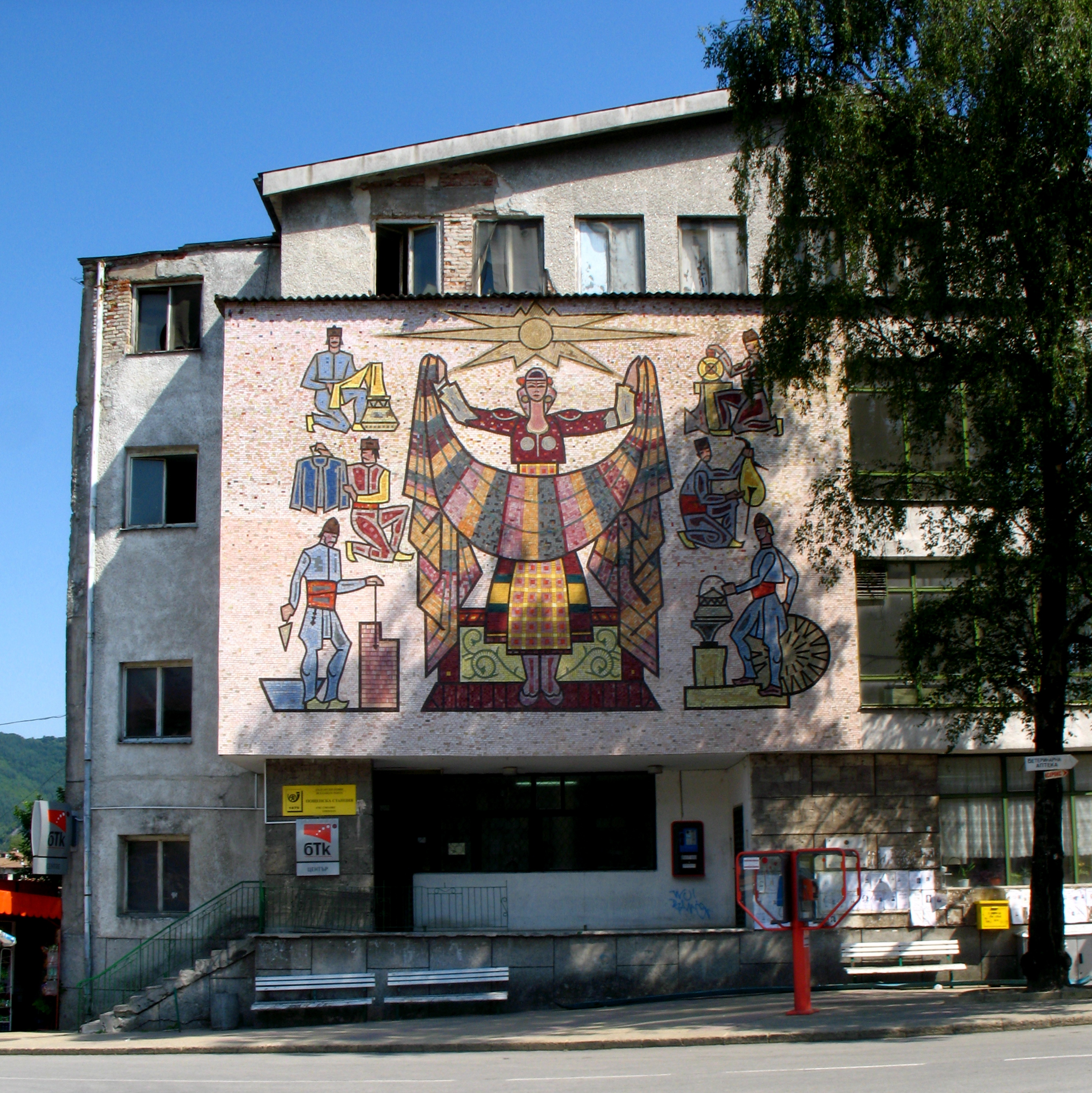
Rue Ustovo